# Clathrin-vermittelte Endozytose

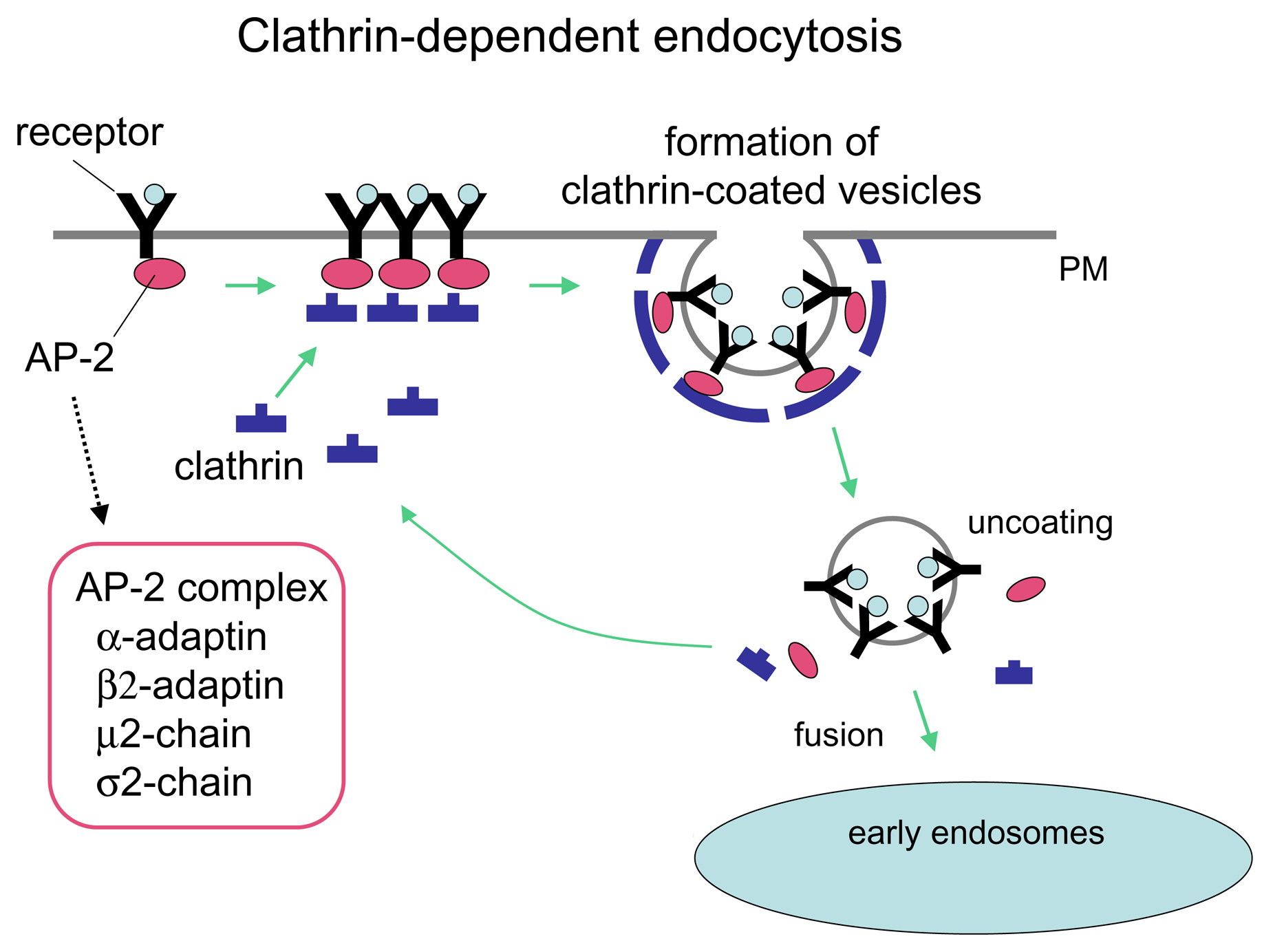
Mechanismus der Clathrin-vermittelten Endozytose

Die Clathrin-vermittelte Endozytose bezeichnet die Aufnahme von Molekülen in eukaryotische Zellen über Clathrin-beschichtete Vesikel. Sie ist der häufigste der vier Mechanismen der Endozytose. Diese Form zählt auch als rezeptorvermittelte Endozytose.

## Eigenschaften
Bei der Clathrin-vermittelten Endozytose wird ein Bereich der Zellmembran durch Einstülpung und Abschnürung zu Vesikeln innerhalb der Zelle. Dieser Mechanismus ist der hauptsächliche Mechanismus der Endozytose in den meisten Zellen. Daran sind über 50 Proteine beteiligt. Die Einstülpung wird nach einer Bindung eines Liganden an seinen Rezeptor durch das Protein Clathrin auf der Innenseite der Zellmembran gefördert. Clathrin befindet sich in bestimmten Bereichen der Zellmembran, den Clathrin-coated pits (clathrinbeschichtete Vertiefungen). Nach Abschnürung besitzen die Clathrin-coated Vesicles (clathrinbeschichtete Vesikel) einen Durchmesser von circa 100 nm. Die Abschnürung erfolgt durch Bildung eines Rings aus Dynaminen. Verschiedene Proteine werden nach einer Bindung an einen Rezeptor auf der Zellmembran über Clathrin-Vesikel in die Zelle geschleust, z. B. LDL, Transferrin, Wachstumsfaktoren und Antikörper. Die entsprechenden Rezeptoren sind der LDL-Rezeptor, der Transferrinrezeptor, der EGF-Rezeptor und der Fc-Rezeptor.
Zellen regulieren die Rezeptordichte auf der Zellmembran und damit die Signalintensität der Rezeptoren bei Aktivierung durch Endozytose von Rezeptoren, wodurch sie mehr oder weniger lange für die Bindung eines Liganden zur Verfügung stehen. Durch die Clathrin-vermittelte Endozytose kann die Signaltransduktion an der Zellmembran unterbrochen werden.
Manche Rezeptoren werden mit, andere ohne gebundenen Liganden endozytiert. Teilweise erfolgt bei Rezeptoren mit gebundenem Liganden eine Signaltransduktion des Rezeptors auch noch vom Vesikel aus. Nach der Bindung des Rezeptors an ein Adapter- und Sortierungsprotein wie numb oder disabled in der Vertiefung werden weitere Proteine wie AP-2 und EHD-Proteine gebunden. Zu Beginn der Endozytose wird beim Aufbau der Vertiefung der sekundäre Botenstoff PI(4,5)P2 gebildet, während er im weiteren Verlauf der Reifung der Vertiefung abgebaut wird und stattdessen PI(3,4)P2 gebildet wird. Der Transport der Vesikel erfolgt entlang des Aktin-Zytoskeletts.
Die Clathrin-vermittelte Endozytose lässt sich in acht Phasen einteilen: Festlegung des Ortes, Rekrutierung von Clathrin und Adapterproteinen, Einbeulung der Zellmembran, Vertiefung, Beginn des Einschlusses durch Einwärtsbewegung der Vertiefung, Abschnürung des Vesikels, Bewegung des Vesikels entlang des Zytoskeletts, Recycling der Proteine im Vesikel und Fusion mit einem Endosomen.
Einige Viren verwenden die Clathrin-vermittelte Endozytose, um in Zellen zu gelangen, wie z. B. das Hämagglutinin des Influenzavirus, das VSV-G des vesicular stomatitis virus und das Adenovirus, während andere Viren direkt die Zellmembran durchdringen.